# ソライヤー
ソライヤー（ペルシア語: ثریا、IPA: [soɹæj.jɒ́ː]、英語: Soraya / Sorayya）は、イラン宇宙研究センター（ISRC）によって建造されたSRI探査衛星シリーズのリモートセンシング衛星で、2024年1月20日にイラン製のガーエム100ロケットによって750kmの地球低軌道に放出された。
イランの通信情報技術大臣は、ソライヤーがガーエム100衛星キャリアによる放出から11分で軌道に乗ったと発表した。
翌日、通信大臣は1月20日夜に受信した信号とテレメトリデータから、衛星が正常に作動していることを報告した。